# Koin Makedonski
Prema grčkoj mitologiji, kralj Koin Makedonski (grč. Κοῖνος, Koinos, eng. Coenus of Macedon) bio je drugi kralj drevne kraljevine Makedonije.
Prema staromakedonskom povjesničaru Marsiji (grč. Μαρσύας), čovjek zvan Knopis je došao na dvor kralja Karana, koji je bio otac Koina. Karanova supruga, kraljica Makedonije, bila je trudna s Karanom te mu je rodila sina.
Karan je sina htio nazvati imenom svoga oca – Kararon ili Kiraron. Kraljica je, pak, htjela svoje dijete nazvati po svojem ocu i izbio je sukob između nje i kralja, njenog muža.
Karan je potom pitao Knopisa za ime princa, a Knopis je rekao: „Niti jedno!” Stoga je dječak nazvan Koin(os) („zajednički”).
Koina je naslijedio sin, kralj Tirima.